# FX Movie Channel
FX Movie Channel, ou simplesmente FXM, é um canal norte-americano de televisão paga de propriedade da FX Networks, LLC., uma subsidiária da Walt Disney Television, subsidiária da The Walt Disney Company. É o canal irmão de FX e FXX. A programação do canal consiste em grande parte de filmes, principalmente os dos estúdios do século XX, Twentieth Century Pictures e a biblioteca da Fox Film Corporation. Desde 2012, a FXM tem separado o seu conteúdo cinematográfico em dois blocos distintos, com a sua programação principal mais centrada em filmes recentes e a sua programação de manhã cedo e durante o dia (com a marca "FXM Retro") centrada em filmes clássicos.
Desde fevereiro de 2015, o FXM está disponível para cerca de 52.607.000 lares com televisão por subscrição (45,2% dos lares com televisão) nos Estados Unidos.

## História

### FXM: Movies from Fox (1994-2000)
Originalmente destinado a ser intitulado "Fox Movie Studio" durante as fases de planejamento, o canal lançado pela primeira vez à meia-noite de 31 de outubro de 1994 como FXM: Movies from Fox, um nome derivado do seu canal a cabo irmão FX, que estreou cinco meses antes, em 1 de junho. O primeiro filme a ser exibido no FXM foi o clássico culto de 1975 The Rocky Horror Picture Show. O seu formato original focava exclusivamente em filmes clássicos da cinemateca da Fox do século XX, que eram apresentados sem publicidade e (em relação aos filmes originalmente lançados em preto e branco) sem cor, e eram geralmente exibidos sem edição para conteúdo e tempo; os filmes que eram exibidos foram principalmente lançados entre os anos 1920 e 1980.
Em 7 de fevereiro de 1997, a FXM transmitiu as suas primeiras comissões de produção de seis filmes de menos de 12 minutos, numa mostra apresentada pelo realizador-produtor Michael Apted. Dois filmes, Better Late (realizado por Jessica Yu) e 78 (dirigido por Noah Edelson), estreariam inicialmente no Sundance Film Festival.

### Fox Movie Channel (2000-13)
O canal mudou oficialmente o seu nome para Fox Movie Channel em 1 de março de 2000.
Em 1 de janeiro de 2012, a programação do Fox Movie Channel foi dividida em dois blocos de 12 horas: a sua programação principal, das 3h00 às 15h00, hora de Leste, era um bloco livre de publicidade que conservava os filmes mais antigos da biblioteca da Fox do século XX. Em outro bloco, chamado FX Movie Channel, as outras 12 horas consistiam de uma tabela alargada de longas mais recentes da Fox e de alguns dos outros estúdios cinematográficos.
O canal, que apenas realizou promoções para a sua programação, bem como anúncios intersticiais relacionados com os seus filmes, também começou a fazer publicidade tradicional durante o bloco de 12 horas, que vai desde o final da tarde até ao início da noite (das 15h00 às 15h00, hora de Leste). Como resultado, os filmes transmitidos no bloco FXM são editados para permitir o tempo comercial e para o conteúdo. O Fox Movie Channel continua a manter as transmissões dos seus filmes sem cortes e sem publicidade.

### FXM (2013-presente)
Logotipo FXM Retro utilizado desde 1 de janeiro de 2015.
Em setembro de 2013, o Fox Movie Channel mudou seu nome de volta para FXM. Em 1 de janeiro de 2015, FXM desviou-se pela primeira vez de seu formato centrado no cinema, correndo uma maratona da primeira temporada da série original FX Fargo.

## Alta definição
O FXM fornece uma transmissão em simulcast de alta definição (FXM HD) que transmite o conteúdo do filme do canal em 720p, o formato de transmissão padrão da empresa.